# Alfons z Poitiers

Herb Alfonsa z Poitiers: tarcza na dwie części wzdłuż przedzielona, prawa usiana liliami złotymi w polu niebieskim, lewa usiana zamkami złotymi w polu czerwonym

Alfons z Poitiers (ur. 11 listopada 1220, zm. 21 sierpnia 1271, Corneto koło Sieny) — hrabia Poitiers od 1226, hrabia Tuluzy od 1249. Syn króla Francji Ludwika VIII Lwa i Blanki Kastylijskiej, brat Ludwika IX Świętego. Mąż Joanny, córki Rajmunda VII, hrabiego Tuluzy, dziedziczki hrabstwa.

## Życiorys
Był piątym znanym synem (a ósmym dzieckiem w ogóle) swoich rodziców. Imię zapewne otrzymał po dziadku — królu Kastylii Alfonsie VIII. Śmierć ojca w 1226 sprawiły, że Alfonsowi w wyniku zapisu w testamencie Ludwika VIII z 1225 przypaść miały jako apanaże Hrabstwo Poitiers (Poitou, Saintonge) i Owernia. Oficjalnie otrzymał tytuł hrabiego Poitiers oraz lenna: Poitou i Owernię 24 czerwca 1241 w Saumur, gdy został pasowany na rycerza (Sans Pareille).
Zgodnie z porozumieniem zawartym jeszcze 16 marca 1227 między Blanką i Ludwikiem IX a zbuntowanymi baronami Alfons miał pojąć za żonę Izabelę, córkę jednego z buntowników Hugona X z Lusignan i jego drugiej żony Izabeli d'Angoulême, do ślubu jednak nie doszło. Nie jest znana natomiast dokładna data zawarcia małżeństwa Alfonsa z dziedziczką hrabstwa Tuluzy — Joanną. Rajmund VII już w traktacie paryskim z 1229 zgodził się na nie, do ślubu doszło jednak dopiero albo w 1236 lub 1237, albo też w 1238.
Podczas uroczystości w Saumur złożył mu hołd niedoszły teść — Hugo z Lusignan, który jednak cofnął już w Boże Narodzenie 1241. Rewoltę zbuntowanego wasala, wspieranego przez angielskiego króla Henryka III i teścia Alfonsa — Rajmunda VII udało się stłumić przy wydatnej pomocą królewskiego brata Ludwika IX, gdy Alfons pokonał przeciwników 21 lipca 1242 w Bitwie pod Taillebourg.
25 sierpnia 1249 Alfons wypłynął z Marsylii do Ziemi Świętej, by wraz z nowymi wojskami z Francji dołączyć do wojsk szóstej wyprawy krzyżowej. Do Damietty dotarł po prawie dokładnie dwóch miesiącach — 24 października 1249. Pojmany przez muzułmanów podczas odwrotu do Damietty po nieudanej próbie zdobycia Al-Mansury w pierwszych dniach kwietnia 1250, został uwolniony dopiero po zapłacie okupu przez brata Ludwika po 6 maja tego roku. W sierpniu Alfons wyruszył z powrotem do Francji.
W 1252 po śmierci Blanki Kastylijskiej został współregentem (wspólnie ze swoim bratem Karolem Andegaweńskim) na czas nieobecności Ludwika IX, który ostatecznie wrócił do kraju w 1254. W lecie tego roku Alfons doznał częściowego paraliżu, który co prawda ustąpił, ale pozostały po nim przez pewien czas zaburzenia wzroku. W tym czasie miał znaczny udział w rokowaniach, które doprowadziły do traktatu paryskiego w 1259, w którym król angielski Henryk III uznał straty terytorialne we Francji (włącznie z Normandią, Maine, Andegawenią i Poitou) w zamian za cofnięcie przez Francję poparcia dla buntowników w Anglii.
Wzmacniał autorytet władzy na terenie hrabstwa Tuluzy, był sumiennym i drobiazgowy administratorem. Uczciwy i rozsądny, pomimo swojego wrodzonego despotycznego charakteru i ciągłej potrzeby pieniądza, chronił mieszczaństwo przed nadużyciami szlachty. Za jego rządów w hrabstwie Tuluzy nastąpił gwałtowny przyrost liczby konsulatów, tj. mających przywileje i częściowy samorząd oligarchii miejskich, wzorowanych na włoskich magistratach. Podejmował próby centralizacji administracji, tym samym przygotowując grunt do przyszłego zjednoczenia z koroną. Statuty zwane "Alfonsina", nadane miastu Riom, stały się kodeksem prawa publicznego dla Owerni. Dzięki jego działalności na spustoszonych przez działania wojenne krucjat przeciwko albigensom doszło do gospodarczego rozkwitu. Jako gorliwy katolik był zdecydowanym przeciwnik kataryzmu — w wyniku ciągłych prześladowań doszło w latach 70. XIII wieku w Langwedocji do ostatecznego załamania się tego ruchu. Był również znany z zarządzenia wygnania Żydów z Poitou w 1249.
Umarł bezpotomnie w czasie powrotu z kolejnej krucjaty we Włoszech. Pochowany został w bazylice Saint-Denis. Po jego śmierci prawie cały obszar hrabstwa Tuluzy wszedł w skład korony francuskiej, podobnie jak hrabstwo Poitiers. Jedynie obszar hrabstwa Venaissin został darowany Stolicy Apostolskiej i włączony w 1274 do posiadłości papieskich.